# Vassil Levski
Vassil Ivanov Kuntxev (búlgar Васил Иванов Кунчев), més conegut sota el nom de Vassil Levski (en búlgar Васил Левски, escrit originalment Василъ Лѣвскій - 6 de juliol de 1837 a Kàrlovo - 6 de febrer de 1873 a Sofia), fou un revolucionari búlgar i ideòleg de la revolució nacional búlgara en la lluita nacional contra l'ocupant otomà. Va intentar organitzar alçaments a través del conjunt dels territoris búlgars via comitès regionals.
A conseqüència del seu important paper en la lluita per a l'alliberament de Bulgària, Vassil Levski és considerat com el major heroi nacional de referència per al poble búlgar, i hom s'hi refereix com a «apòstol de la llibertat». Vassil Levski albirà la creació d'una República búlgara que encabís tots els seus ciutadans, incloent-hi les minories, tots ells en peu d'igualtat. Va ser inspirat pel liberalisme que coneixien les societats europees occidentals i per la Revolució Francesa. Va dir: «Serem lliures en completa llibertat on viu el búlgar: a Bulgària, Tràcia, Macedònia; persones de qualsevol ètnia viuen en aquest cel nostre, seran iguals en drets que els búlgars en tot». Levski va sostenir que tots els grups ètnics i religiosos que viuen en una Bulgària lliure gaudeixen de la igualtat de drets.
Levski és recordat amb uns quants monuments a tota Bulgària, i nombroses institucions nacionals porten el seu nom. El 2007, va encapçalar un sondeig de la televisió a tot el país com el búlgar més gran de tots els temps.

## Antecedents històrics
Les dificultats econòmiques de l'Imperi Otomà del segle XIX van impulsar la seva personificació com el malalt d'Europa. Les reformes planejades pels sultans van enfrontar-se a dificultats insuperables. El nacionalisme búlgar va sorgir gradualment a mitjans del segle XIX amb l'auge econòmic dels comerciants i artesans búlgars, el desenvolupament de l'educació popular finançada per Bulgària, la lluita per una Església búlgara autònoma i les accions polítiques cap a la formació d'un estat búlgar separat. La Primera i la Segona Revolta Sèrbia havien establert les bases d'una Sèrbia autònoma a finals de la dècada de 1810, i Grècia s'havia establert com a estat independent el 1832, arran de la Guerra d'Independència Grega. Tanmateix, el suport per obtenir la independència mitjançant una lluita armada contra els otomans no va ser universal. El sentiment revolucionari es concentrava principalment entre els sectors més educats i urbans de la població. Hi havia menys suport per a una revolta organitzada entre els camperols i els comerciants i comerciants més rics, que temien que les represàlies otomanes posessin en perill l'estabilitat econòmica i la propietat generalitzada de la terra rural.

## Biografia

### Primers anys de vida, educació i monacat
Vasil Levski va néixer com a Vasil Ivanov Kunchev el 18 de juliol de 1837 a la ciutat de Karlovo, dins de la província europea de Rumèlia, a l'Imperi Otomà. Era l'homònim del seu oncle matern, l'arquimandrita (abat superior) Vasil (Василий,Vasiliy). Els pares de Levski, Ivan Kunchev i Gina Kuncheva (de soltera Karaivanova), provenien d'una família de clergues i artesans i eren membres de l'emergent classe mitjana búlgara. Ivan Kunchev, un artesà local eminent però amb dificultats, va morir el 1844. Levski tenia dos germans petits, Hristo i Petar, i una germana gran, Yana; una altra germana, Maria, va morir durant la infància.

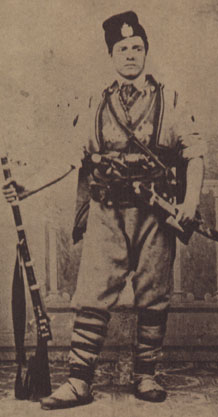
Vassil Levski amb uniforme de portaestendard

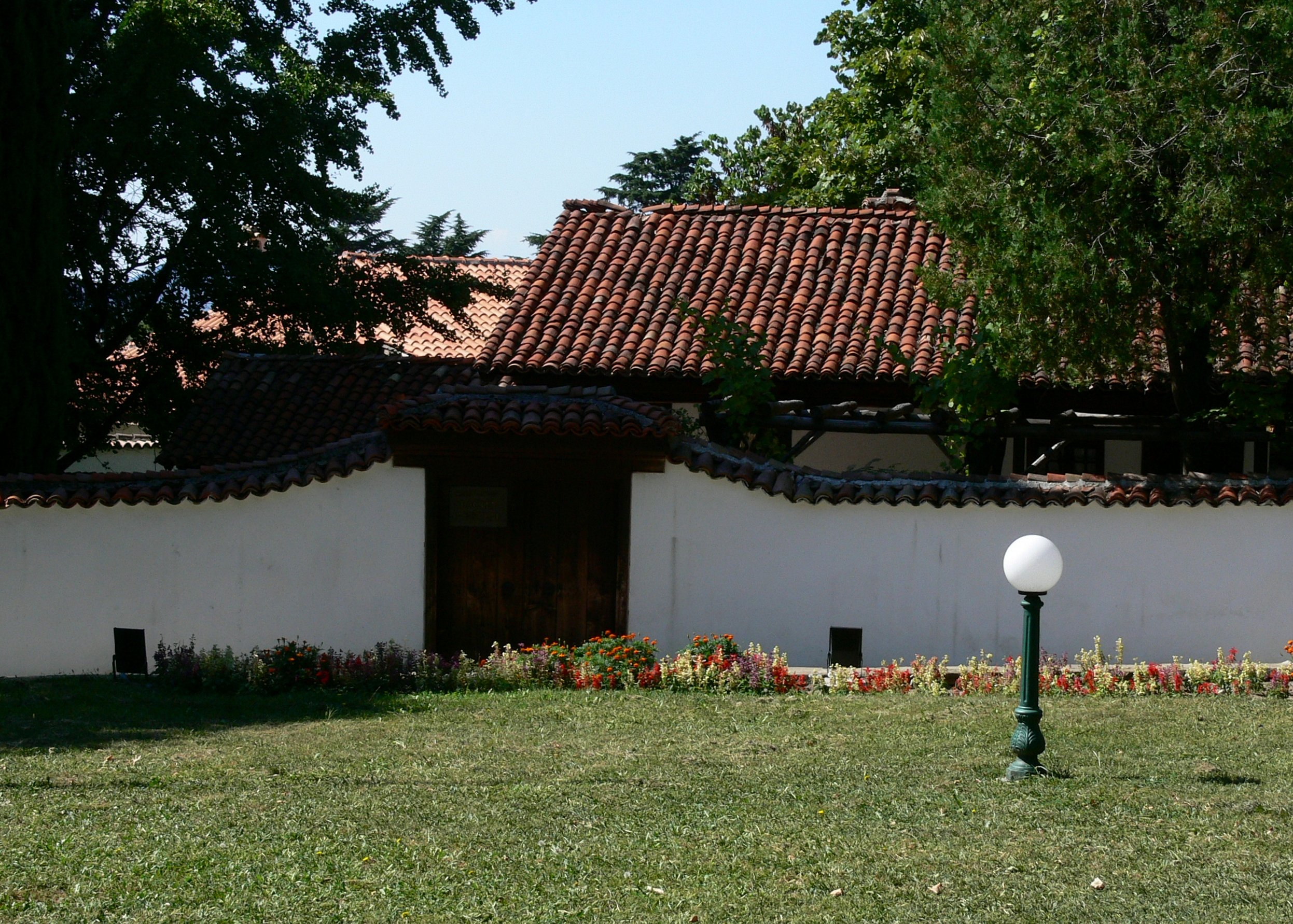
Entrada a la casa natal de Levski a Karlovo. Construït al segle XVIII i reconstruït el 1933, és un museu des del 1937.

El seu company revolucionari Panayot Hitov va descriure més tard el Levski adult com a persona d'alçada mitjana i amb un aspecte àgil i prim, amb ulls clars de color blau grisenc, cabells rossos i un petit bigoti. Va afegir que Levski s'abstinia de fumar i beure. Els records de Hitov sobre l'aparició de Levski estan recolzats pels contemporanis de Levski, el revolucionari i escriptor Lyuben Karavelov i el professor Ivan Furnadzhiev. Les úniques diferències són que Karavelov afirmava que Levski era alt en lloc de ser de mitjana alçada, mentre que Furnadzhiev va assenyalar que el seu bigoti era de color marró clar i els seus ulls semblaven de color avellana.
Levski va començar la seva educació en una escola de Karlovo, estudiant sastreria casolana com a aprenent d'artesà local. El 1855, l'oncle de Levski, Basili —arximandrita i enviat del monestir de Hilandar— el va portar a Stara Zagora, on va anar a l'escola i va treballar com a criat de Basili. Després, Levski va inscriure's a un curs de formació administrativa. El 7 de desembre de 1858, es va convertir en monjo ortodox al monestir de Sopot amb el nom religiós Ignasi (Игнатий,Ignatiy) i va ser ascendit el 1859 a hierodiaca, que més tard va inspirar un dels sobrenoms informals de Levski, el Diaca (Дякона,Dyakona).
Es va fer diaca a l'edat de 24 anys; és per això que és sovint sobrenomenat «El diaca», però va abandonar més tard la religió per unir-se al moviment d'alliberament de Bulgària.

## Ideari
Inspirat per les idees revolucionàries de Gueorgui Sava Rakovski, Vassil Levski va anar a Belgrad en el transcurs de la primavera de 1862. En aquesta ciutat, Rakovski havia reunit la primera legió búlgara, un destacament militar format per voluntaris que provaven de fer caure el domini otomà. Vassil Levski es va integrar en aquesta tropa, però va ser dissolta el 12 de setembre de 1862 i se'n tornà a Bulgària. És en aquesta època que va guanyar el pseudònim de «Levski» - semblant al lleó. El seu oncle el denuncià a les autoritats otomanes com a rebel i va ser empresonat a Plòvdiv durant tres mesos abans de ser finalment alliberat. Va exercir llavors l'ofici de mestre.
El novembre de 1866, Levski es trobà amb Rakovski a Romania. S'havien creat dos grups revolucionaris en aquell país, dirigits per Panaiot Khitov i Filip Totiu. Per recomanació de Rakovski, Vassil Levski es va convertir en portaestendard del destacament de Khitov. L'abril de 1867, el seu grup va travessar el Danubi a Tútrakan, es va desplaçar a través de la regió de Ludogòria i va arribar a les muntanyes dels Balcans. Després d'alguns enfrontaments, el seu grup es va retirar a Sèrbia l'agost, lloc on la seva presència va ser tolerada temporalment. Se'n tornà a Romania i durant l'hivern de 1868 conegué el poeta i revolucionari Khristo Botev prop de Bucarest.
A finals de la dècada del 1860, Levski va desenvolupar un projecte revolucionari, que va influir notablement en el moviment d'alliberament búlgar. El seu projecte establia l'obtenció de l'alliberament nacional de Bulgària mitjançant l'alçament armat de tots els búlgars de l'Imperi Otomà. La insurrecció seria preparada, controlada i coordinada per una organització revolucionària central, de la qual dependrien diversos comitès revolucionaris locals estesos per tota Bulgària, i que operarien al marge de qualsevol influència estrangera. El projecte de Levski va ser adoptat després dels repetits fracassos de les idees de Rakovski, que consistien bàsicament en la invasió de Bulgària per part de destacaments armats (txeti) des dels països veïns, per tal d'atiar de forma externa una rebel·lió general que provoqués l'alliberament de Bulgària.
Levski també va desenvolupar la forma del futur govern de Bulgària-una república democràtica (que també va descriure com una república pura i sagrada), establerta sobre els principis de la Declaració dels Drets de l'Home i del Ciutadà de la Revolució Francesa. Mitjançant aquests principis es garantiria la llibertat d'expressió, idees i associació a Bulgària. Levski també va defensar que tots els grups religiosos i ètnics de la Bulgària alliberada (búlgars, turcs, jueus i altres) gaudissin d'iguals drets. Va reiterar que els revolucionaris búlgars lluitaven contra el govern opressor del sultà otomà, no contra el poble turc i la seva religió.
Levski no tolerava la corrupció en el moviment revolucionari i va insistir que un revolucionari havia de ser just, valent i magnànim. En una ocasió va afirmar que no desitjava cap posició oficial després de l'alliberament de Bulgària, sinó que aniria a altres nacions esclaves per ajudar-les en el seu alliberament.

## Detenció i execució
Perseguit per les autoritats otomanes, que oferien 500 lires turques per la seva mort i 1000 per la seva captura, Vassil Levski va haver de recórrer a diverses disfresses per tal escapar a una detenció quan viatjava. Tanmateix, la policia turca va seguir la pista dels revolucionaris al nord-est de Bulgària, i va arribar fins i tot al quarter general de l'organització, a Lovetx. Les nombroses detencions van amenaçar d'eliminar l'organització. En un intent de protegir la valuosa documentació sobre els seus contactes i els moviments dels comitès búlgars, Levski va intentar escapar del setge de les autoritats, però fou arrestat el matí del 27 de desembre de 1872 per les autoritats otomanes en una fonda de Lovetx, on es trobava temporalment amagat. Es creu que va ser traït per un sacerdot anomenat Krastiu.
Inicialment fou interrogat i empresonat a Tarnovo, Vassil Levski va ser enviat a Sofia el 4 de gener de 1873. Allà, fou portat davant la justícia i va ser torturat. Si bé va reconèixer la seva identitat, no va revelar les seves complicitats i els detalls relatius a la seva organització. Quan es trobava físicament molt debilitat, les autoritats otomanes el va condemnar a la pena de mort per penjament. La seva mort va agreujar la crisi en el moviment revolucionari búlgar i la majoria dels comitès es van desintegrar. Cinc anys després del seu penjament, la Guerra russoturca (1877-1878) permeté l'alliberament de Bulgària del jou otomà i això arran de la Insurrecció d'abril 1876. El tractat de San Stefano del 3 de març de 1878 permeté el naixement d'un estat búlgar autònom.

## Llegat
Plora! Perquè prop de la ciutat de Sofia,

S'aixeca, vaig veure, una forca negra,

I el teu únic fill, Bulgària,

S'hi penja amb una força temible 
A ciutats i pobles de Bulgària, les contribucions de Levski al moviment d'alliberament es commemoren amb nombrosos monuments, i molts carrers porten el seu nom. També hi ha monuments dedicats a Levski fora de Bulgària: a Belgrad, Sèrbia, Dimitrovgrad, Sèrbia, Parcani, Transnístria, Moldàvia, Bucarest, Romania, París, França, Washington DC, Estats Units, i Buenos Aires, Argentina. S'han organitzat tres museus dedicats a Levski: un a Karlovo, un a Lovech i un a Kakrina. El monument a Vasil Levski a Sofia es va erigir al lloc de la seva execució.

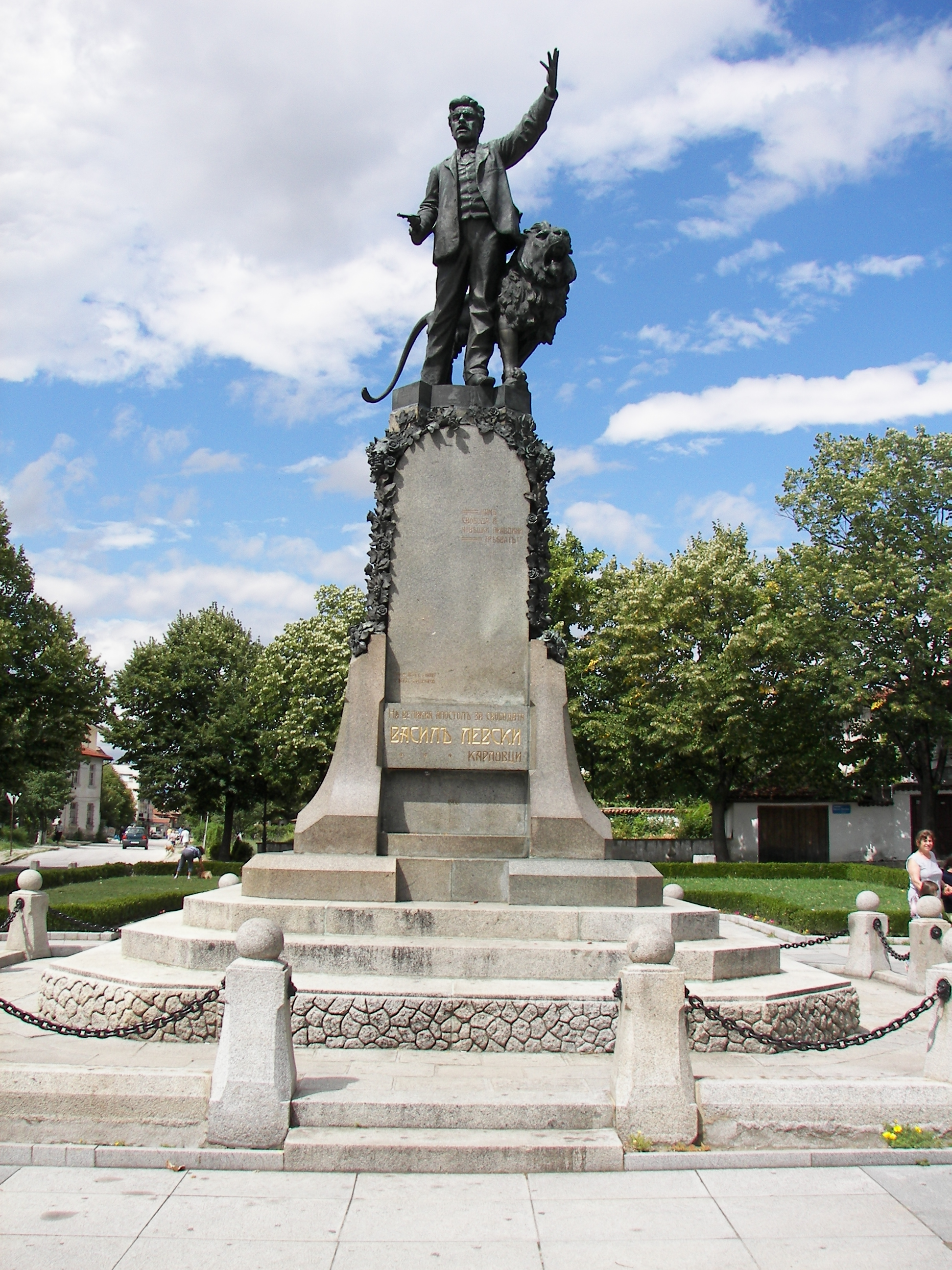
Monument a Levski al seu Karlovo natal

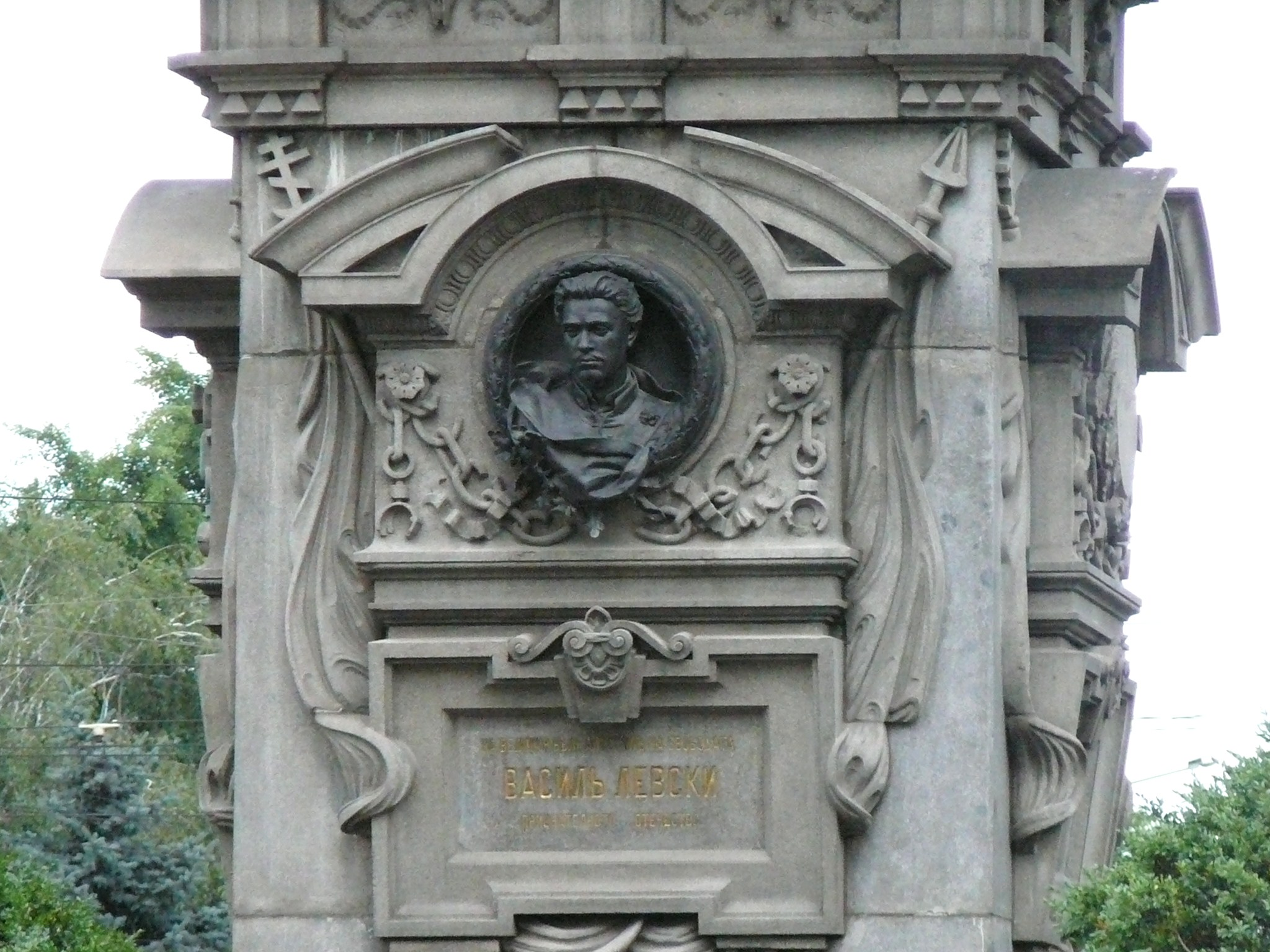
Monument commemoratiu de la penjada de Levski a Sofia, al lloc de la seva mort.

Diverses institucions de Bulgària han estat batejades en honor de Vasil Levski; entre altres, el club de futbol i esports Levski Sofia, el Levski Sofia (club esportiu), l’Acadèmia Nacional d'Esports Vasil Levski i la Universitat Militar Nacional Vasil Levski. L'estadi nacional de Bulgària porta el nom d'Estadi Nacional Vasil Levski. El bitllet de 1000 levs búlgars, en circulació entre 1994 i 1999, presentava el retrat de Levski a l'anvers i el seu monument a Sofia al revers. La ciutat de Levski i sis pobles de tot el país també han estat nomenats en honor seu. La Comissió de Topònims Antàrtics de Bulgària va anomenar una dorsal i un pic antàrtics a l'illa Livingston de les illes Shetland del Sud com a dorsal de Levski i pic de Levski, respectivament.
La vida de Vasil Levski ha estat àmpliament tractada en la literatura i la cultura popular búlgares. El poeta i revolucionari Khristo Bòtev va dedicar la seva última obra a Levski, La penjada de Vasil Levski. El poema, una elegia, probablement va ser escrit a finals de 1875. L'escriptor de prosa i poesia Ivan Vàzov va dedicar una oda al revolucionari. Amb el títol epònim de «Levski», es va publicar com a part del cicle L'epopeia dels oblidats. Levski també ha inspirat obres dels escriptors Hristo Smirnenski i Nikolay Haytov, entre d'altres. També es poden trobar cançons dedicades a Levski a la tradició folklòrica de Macedònia. El febrer de 2007, una enquesta nacional realitzada com a part del programa de televisió Velikite Balgari ('Els grans búlgars'), una producció local derivada de 100 Greatest Britons, va nomenar Vasil Levski el búlgar més gran de tots els temps.
Hi ha hagut mocions per glorificar Vasil Levski com a sant de l’Església Ortodoxa Búlgara. Tanmateix, l'historiador Stefan Chureshki ha emfatitzat que, si bé la vida postmonàstica de Levski va ser la d'un màrtir, era incompatible amb el concepte ortodox de santedat. Txurexki fa referència a les correspondències de Levski, que mostren que Levski va amenaçar de mort els búlgars rics (чорбаджии, chorbadzhii) i els traïdors, va avalar el robatori als rics amb finalitats revolucionàries pragmàtiques i va renunciar voluntàriament al seu càrrec religiós per dedicar-se a la lluita secular per l'alliberament.
La penjada de Vasil Levski se celebra anualment a tota Bulgària el 19 de febrer en lloc del 18 de febrer, a causa del càlcul erroni de les dates del calendari julià del segle XIX després que Bulgària adoptés el calendari gregorià el 1916. Tot i que no s'ha determinat la ubicació de la tomba de Levski, part dels seus cabells s'exhibeixen al Museu Nacional d'Història Militar. Després que Levski abandonés el monachisme el 1863, es va afaitar els cabells, que la seva mare i més tard la seva germana Yana van conservar. Els objectes personals de Levski, com ara la seva creu cristiana de plata, el seu recipient d'aigua de coure, el seu revòlver Gasser, fabricat a Àustria-Hongria el 1869, i les cadenes del seu empresonament a Sofia, també s'exhibeixen al museu d'història militar, mentre que el sabre de Levski es pot veure al museu regional de Lovech.
Vasil Levski és referenciat al videojoc Star Citizen, en què la societat futura L'Aliança Popular de Levski adopta una ideologia basada en els seus punts de vista.
Un estany a la reserva natural d'Arbor Hills a Plano, Texas, rep aquest nom en honor de Vasil Levski.
El 17 de febrer de 2025, el president de la República de Bulgària, Rumen Radev, va batejar oficialment l'aeroport de Sofia en honor a l'apòstol de la llibertat, Vasil Levski. El nou nom «Vasil Levski» – Aeroport de Sofia s'instal·larà a l'edifici de la terminal.

## Honors
- La ciutat de Levski, a la Província de Pleven, i sis viles més a Bulgària.
- El mont Levski. A la Carena Levski de la Muntanya de Tangra, situada a l'Illa Livingston, en l'arxípelag de les Illes Shetland del Sud a l'Antàrtida.
- L'equip de futbol PFC Levski Sofia.
- L'estadi nacional de futbol de Bulgària, Estadi Nacional Vassil Levski.
- El col·legi Vasil Levski a Lima, Perú.